# Panthera leo persica
El león asiático (Panthera leo persica) es una subespecie de león, la única que puede encontrarse actualmente fuera de África. Se trata de uno de los felinos más amenazados del mundo, pues su población en estado salvaje se reduce a unos 650 ejemplares (en 2017) localizados en el Bosque de Gir, una zona protegida de 1412 km² situada al sur del estado indio de Gujarat.
Debido a su escasez en libertad, el león asiático es una pieza muy valorada por los parques zoológicos, donde se potencia su reproducción en cautividad. Se estima que existen alrededor de mil leones asiáticos en los zoológicos de todo el mundo. En 2017 un equipo de investigadores pertenecientes a la UICN publicó una nueva clasificación taxonómica de la familia felidae en la que solo reconocían a dos subespecies de león: Panthera leo leo que agrupa al león asiático, de África occidental, central y a las ya desaparecidas en libertad poblaciones del león del Atlas, y Panthera leo melanochaita que agrupa a los leones del África oriental y meridional.

## Descripción
El león asiático recuerda en todo a sus parientes africanos, aunque se pueden citar algunas sutiles diferencias. Para empezar, es un poco más pequeño y menos corpulento que los leones africanos, rondando los 150-180 kg en el caso de los machos y los 110-120 kg en el de las hembras. Los machos alcanzan una longitud de 1,70-1,80 m de largo más 70-105 cm de cola y hasta 1,07 m a la altura de la cruz, el macho más grande registrado en el bosque de Gir medía 2,92 m de largo incluyendo la cola, y tenía un peso de 180 kg. Las hembras, desprovistas de melena, son considerablemente más pequeñas, pues su longitud es de solo 1,40-1,60 m sin contar la cola.
Los leones asiáticos también tienen el pelaje ligeramente más claro, y la melena rojiza y más corta en los ejemplares salvajes, en especial en la parte superior de la cabeza (razón por la cual, las orejas de los machos son siempre visibles), la melena se prolonga a lo largo del pecho de forma similar a la de su más próximo pariente, el león del Atlas (Panthera leo leo). El mechón de pelo en los codos es más notorio. También hay algunas características únicas en el cráneo que solo comparten los leones norteafricanos y asiáticos. Y por último, los leones asiáticos siempre poseen un doblez longitudinal en la piel del vientre, característica muy escasa en los leones de África.
Los hábitos reproductivos y alimenticios son similares a los de los leones africanos. En el bosque de Gir, los leones dejan las zonas más densas a los tigres, mientras que ellos ocupan los márgenes, con árboles separados por áreas cubiertas de hierba y arbustos. Cazan tanto en manada como en solitario, siendo sus presas más frecuentes los ciervos (el axis y el sambar en particular), antílopes, jabalíes y búfalos indios. Por lo general, las manadas de los leones asiáticos son más pequeñas, con solo un par de hembras, mientras que los leones africanos normalmente poseen harenes de 4 a 6 leonas. Tan solo se ha documentado un caso excepcional de un león asiático que tenía 5 compañeras. Este pequeño tamaño de los grupos se debe probablemente a las menores dimensiones de las presas disponibles en Asia.

## Técnicas de caza
Los hábitos de caza de los leones (Panthera leo), una o dos hembras se acercan escondidas a la presa mientras que las otras leonas esperan pacientemente ocultas en lugares estratégicos formando un perímetro alrededor del animal que designen acechar. Una vez que las hembras que van a iniciar la persecución están cerca de la propuesta presa, se lanzan sobre ella. Muchas veces ahí termina la operación. Pero si la víctima logra escapar, aquellas que esperan ocultas integran la cacería frescas saliéndole al paso al animal que huye. Los leones asiáticos cazan de forma casi idéntica a los africanos. Cuando lo hacen en grupo se abalanzan sobre su presa luego de acecharla un buen rato y la atacan con sus garras. Luego si es muy grande la asfixian con sus colmillos de 7,6 cm usando una presión de 1000 psi ≈ 70 kg/cm². Esta fuerza fue descubierta en un estudio reciente del 2004. Al contrario si es una presa muy pequeña solo le rompen el cuello.

## Historia y declive

León asiático de la vía procesional de la Puerta de Istar de Babilonia, Museo de Pérgamo (Berlín).

Los estudios genéticos indican que la separación entre el león asiático y sus parientes africanos (y, por tanto, su probable salida de África) es muy reciente, no más allá de los 100 000 años de antigüedad. El león se extendió después rápidamente, convirtiéndose en la subespecie de león con la mayor área de distribución tras el león de las cavernas. En los inicios de los tiempos históricos, el león asiático —seguramente con apreciables variedades regionales— era un animal común en el sureste de los Balcanes, Anatolia, el Cáucaso, Oriente Próximo (incluidas Arabia y la península del Sinaí), Persia e India hasta la desembocadura del Ganges. El Poema de Gilgamesh, primer relato extenso conocido, habla de los leones como animales particularmente abundantes en Mesopotamia, cazados por decenas por el personaje de Enkidu. Lo cierto es que el león aparece profusamente en las representaciones artísticas de las civilizaciones de Oriente Próximo y era una de las piezas más codiciadas por los nobles y reyes cuando salían de caza. Incluso en la India primitiva, los dibujos de leones abundan más que los de tigres, hasta el punto de que fueron escogidos como emblema de los reyes Maurya. Los tres leones de este aparecen todavía hoy en el escudo nacional indio.
En Grecia, el león aparece como personaje constante en la Ilíada de Homero, y todavía el león en los relatos de Aristóteles y Heródoto (aunque en tiempos de este, ya había desaparecido del sur de Grecia) sobre la fauna europea. La marcha de Jerjes para conquistar Macedonia fue retrasada por el gran número de camellos de carga que fueron devorados por los leones griegos. La extinción de éstos se fecha entre el 80 y el 100 d. C. Hacia el siglo X los leones desaparecieron del Cáucaso y en el siglo XII, en plena época de las Cruzadas, lo hicieron de Palestina, donde habían sido comunes durante siglos. Pocos animales son tantas veces mencionados en la Biblia como el león.
En el resto de su distribución se mantuvieron más o menos constantes hasta finales del siglo XVIII y principios del XIX, cuando el aumento constante de la población y con ello de la caza y la roturación del terreno para dedicarlo al cultivo los fueron arrinconando poco a poco, en zonas cada vez más alejadas entre sí. Hacia 1800 desaparecieron de Anatolia, y para 1810 ya se habían extinguido en el actual Pakistán y probablemente también en Afganistán. Los últimos datos sobre leones en el Kurdistán turco, Siria, Irak, Arabia Saudí e Irán datan respectivamente de 1870, 1891, 1918, 1923 y 1942.
En la India centro-occidental, los leones desaparecieron del valle del río Narmada en 1848 y de la zona de Delhi alrededor de una década después. A finales del siglo XIX, las autoridades coloniales británicas comenzaron a considerar que el león indio caminaba directamente hacia la extinción. En 1900, sus presiones consiguieron que el nawab (gobernador) de Junagadh declarara una reserva de 5,600 km² alrededor del Bosque de Gir, donde se agrupaban los últimos leones indios. A pesar de ello, unos años después hubo un periodo de sequías que diezmó las presas de los leones y obligó a éstos a atacar al hombre, razón por la cual fueron perseguidos de forma contundente. Como resultado, en 1913 solo quedaban 20 leones en India.

## Estado actual
La caza del león está totalmente prohibida en India desde 1948. 1.412 de los 5.000 kilómetros cuadrados del bosque fueron declarados reserva natural en 1969 y en 1975 se convirtió en el Parque nacional y Santuario de vida salvaje Gir, donde, gracias a la protección gubernamental, la población de leones se incrementó poco a poco hasta los  650 ejemplares censados en 2017.
Sin embargo, la conservación del león plantea varios problemas. En el parque viven cientos de personas en aldeas y granjas que ya existían antes de crearse la reserva y que no ven con buenos ojos los constantes ataques de los leones a sus ganados (mucho más fáciles de capturar que los animales salvajes, evidentemente). Por si fuera poco, el aumento de la población de leones ha hecho que el terreno protegido les sea insuficiente y son cada vez más los animales que se aventuran en las tierras de cultivo de los alrededores. Algunos ataques contra humanos en los años 1970 y principios de los 90 han terminado por exacerbar a la población, quienes los han lanzado flechas o envenenado carroña para eliminarlos. El caso más reciente de esto último ocurrió el 9 de octubre de 2005 y se saldó con la muerte de siete ejemplares.
Con el fin de disminuir estos problemas, el gobierno indio está estudiando el traslado de varios ejemplares a otras zonas protegidas del país, contribuyendo así a repoblar las zonas donde estos felinos se extinguieron. Las áreas donde se está experimentando con la reintroducción son Palpur Kuno, Sitamata y Chandraprabha (donde ya hubo un intento de reintroducción en 1964, que fracasó), situadas en los estados de Rajastán y Madhya Pradesh.